# Takebishi Stadium Kyoto
Das Takebishi Stadium Kyōto (japanisch たけびしスタジアム京都 Takebishi sutajiamu Kyōto) ist ein Fußballstadion mit Leichtathletikanlage im Stadtteil Nishikyōgoku[-Shinmeichō] des Ukyō-ku der japanischen Stadt Kyōto. In Kyōto ist der volle öffentliche Name des Stadions vor/nach Namensrechteverkauf Kyōto-shi Nishikyōgoku sōgō-undō-kōen rikujō-kyōgijō-ken-kyūgijō (京都市西京極総合運動公園陸上競技場兼球技場, etwa „Leichtathletik- & Ballsportstadion [im] allgemeinen Sportpark Nishikyōgoku der Stadt Kyōto“), oft zu Nishikyōgoku-Stadion abgekürzt.

## Geschichte
Die Anlage wurde 1942 fertiggestellt und war bis 2019 die Heimspielstätte des Fußballvereins Kyōto Sanga. Im gleichen Jahr sicherte sich das Handelsunternehmen Takebishi die Sponsorrechte für zehn Jahre und änderte den Namen zum heutigen sowie die abgekürzten Eigenübersetzungen ins Englische für die Auslandsdarstellung von Kyoto Nishikyogoku Athletic Stadium in TAKEBISHI Stadium Kyoto.
Das Takebishi Stadium Kyoto bietet 20.588 Plätzen und war während des Fußballturniers der Olympischen Sommerspiele 1964 in Tokio Spielort des Platzierungsspiels (Plätze 5 bis 8) zwischen Rumänien und Ghana.